# Sétepenrê
Sétepenrê (L'Élue de Rê) est la sixième et dernière fille du pharaon Akhenaton (ou Amenhotep IV) et de la grande épouse royale la reine Néfertiti.
Sétepenrê naît vers la fin de l'an 9, début de l'an 10 du règne de son père. Joyce Anne Tyldesley nous dit entre l'an 9 et 11. Comme pour ses sœurs, sa date de naissance n'est donc pas encore connue avec certitude. Nous disposons de très peu d'éléments sur la vie de cette princesse, qui est probablement morte jeune.
Elle forme, avec sa sœur précédente, le groupe des deux princesses dont le nom ne contient pas le nom du dieu Aton, mais celui de Rê. Cela pourrait indiquer un changement, ou une évolution dans l'expérience religieuse du roi Akhenaton. Cela implique en tous cas l'idée d'une continuité du culte de Rê.